# 东大阪大学短期大学部
东大阪大学短期大学部（日语：／ Higashiosaka Daigaku Tanki Daigakubu *），简称东短，是一所位于日本大阪府东大阪市的私立短期大学。前东大阪短期大学（日语：／ Higashiosaka Tanki Daigaku *）。

## 概要

### 简介
- 学校最早可以追溯到1940年、短期大学为于1966年开办[1]。由学校法人村上经营、为男女同校[2]从2001年[3]。「万物感谢」「质实勤劳」「自他敬爱」为学园训[1]。

### 历史
- 1965年 布施女子短期大学成立并同时设置一个学科即家政科[4][1]。
- 1966年 保育科成立[4][3]。
- 1967年 改校名为东大阪短期大学[3]。
- 1968年 家政科分离为两个专攻即家政专攻和食物营养专攻[1][3]。
- 1969年 保育科改名为幼儿教育学科、家政科改名为家政学科[3]。
- 1970年 幼儿教育学科改编为儿童教育学科、家政学科家政专攻改编为服饰设计专攻[3]。
- 1973年 儿童教育学科分离为两个专攻即幼儿教育学专攻和初等教育学专攻[注 4]）[3]。
- 2000年 生活福利专攻成立于家政学科（变更为健康福利学科于2006年）[3]。
- 2001年 开始招収男学生[3]
- 2002年 家政学科生服饰设计专攻改编为生活设计专攻（招生到于2005年、正式停办于2007年）[3]。
- 2003年 改校名为东大阪大学短期大学部[3]。
- 2006年 家政学科改编为健康福利学科[3]。
- 2010年 健康福利学科改编为健康营养学科[3]。

### 宪章
- 请参看东大阪大学短期大学部的标志（页面存档备份，存于） （日語） 2014年2月4日阅览。

## 学校环境
- 校区：在大阪府东大阪市

## 历任校长
- 村上平一郎：第一代短期大学校长[5]。
- 一色尚：现在短期大学校长[6]

## 组织

### 学科
- 健康营养学科
- 幼儿教育学科

### 前学科
| - 家政学科 - 生活设计专攻 - 食物营养学专攻 - 生活福利专攻 - 儿童教育学科 - 初等教育学专攻 - 幼儿教育学专攻 |

### 专科
| - 没有 |

### 业余课程
| - 没有 |

### 附属学校
- 前东大阪短期大学附属幼儿园成立于1953年、现在东大阪大学附属幼儿园。

### 附属机关
| - 图书馆 |

## 相关链接
- 日本短期大学列表